# Lacinipolia lunolacta
Lacinipolia lunolacta är en fjärilsart som beskrevs av Smith 1903. Lacinipolia lunolacta ingår i släktet Lacinipolia och familjen nattflyn. Inga underarter finns listade i Catalogue of Life.